# العلاقات الجورجية الزيمبابوية
العلاقات الجورجية الزيمبابوية هي العلاقات الثنائية التي تجمع بين جورجيا وزيمبابوي.

## مقارنة بين البلدين
هذه مقارنة عامة ومرجعية للدولتين:
| وجه المقارنة                                              | جورجيا                          | زيمبابوي |
| --------------------------------------------------------- | ------------------------------- | --- |
| المساحة (كم2)                                             | 69.70 ألف                       | 390.76 ألف |
| عدد السكان (نسمة)                                         | 3.72 مليون                      | 16.53 مليون |
| الكثافة السكانية (ن./كم²)                                 | 53.37                           | 42.3 |
| العاصمة                                                   | تبليسي، كوتايسي                 | هراري |
| اللغة الرسمية                                             | اللغة الجورجية، اللغة الأبخازية | لغة إنجليزية، اللغة الشونا، النديبيلية الشمالية ‏، لغة الشيشيوا، Barwe ‏، Kalanga language ‏، Tshwa language ‏، Ndau dialect ‏، اللغة التسونجا، Zimbabwean sign languages ‏، اللغة السوتية، تونغا ‏، اللغة التسوانية، اللغة الفيندية، اللغة الكوسية |
| العملة                                                    | لاري جورجي                      | دولار أمريكي |
| الناتج المحلي الإجمالي (بليون دولار)                      | 15.16 مليار                     | 17.85 مليار |
| الناتج المحلي الإجمالي (تعادل القوة الشرائية) بليون دولار | 35.68 مليار                     | 27.88 مليار |
| الناتج المحلي الإجمالي الاسمي للفرد دولار أمريكي          | 3.79 ألف                        | 924 |
| الناتج المحلي الإجمالي للفرد دولار أمريكي                 |                                 | 1.79 ألف |
| مؤشر التنمية البشرية                                      | 0.754                           | 0.509 |
| رمز المكالمات الدولي                                      | +995                            | +263 |
| رمز الإنترنت                                              | .ge، .გე ‏                       | .zw |
| المنطقة الزمنية                                           | ت ع م+04:00                     | ت ع م+02:00 |

## منظمات دولية مشتركة
يشترك البلدان في عضوية مجموعة من المنظمات الدولية، منها:
| علم المنظمة | اسم المنظمة                   | تاريخ انضمام جورجيا | تاريخ انضمام زيمبابوي |
| ----------- | ----------------------------- | ------------------- | --------------------- |
|             | مؤسسة التنمية الدولية         | 31 أغسطس 1993       | 29 سبتمبر 1980        |
|             | الأمم المتحدة                 | 31 يوليو 1992       | 25 أغسطس 1980         |
|             | منظمة التجارة العالمية        | 14 يونيو 2000       | ?                     |
|             | الاتحاد الدولي للاتصالات      | 7 يناير 1993        | 10 فبراير 1981        |
|             | الفريق المعني برصد الأرض      | ?                   | ?                     |
|             | البنك الدولي للإنشاء والتعمير | 7 أغسطس 1992        | 29 سبتمبر 1980        |
|             | الاتحاد البريدي العالمي       | ?                   | ?                     |
|             | مؤسسة التمويل الدولية         | 29 يونيو 1995       | 29 سبتمبر 1980        |
|             | يونسكو                        | 7 أكتوبر 1992       | 22 سبتمبر 1980        |

## وصلات خارجية
- موقع وزارة الخارجية الجورجية
- موقع وزارة الخارجية الزيمبابوية